# Koszmaki
Koszmaki (ukr. Кошмаки, Koszmaky) – wieś na Ukrainie, w obwodzie rówieńskim, w rejonie waraskim, w hromadzie Rafałówka. W 2001 liczyła 249 mieszkańców, wśród których 248 wskazało jako ojczysty język ukraiński, a 1 rosyjski.
W okresie międzywojennym wieś znajdowała się w granicach II RP, wchodząc w skład gminy Rafałówka w powiecie sarneńskim, w województwie wołyńskim.